# Projektindikatoren
Projektindikatoren werden untersucht, um eine Aussage über die Erfolgswahrscheinlichkeit von Projekten zu geben. Hierfür gibt es eine Reihe von Systemen.

## Beispiel: Vorhabens-Fitness

Abhängigkeiten und Wirkung der Projektindikatoren nach Strohmeier

Ein System unterscheidet beispielsweise in direkt gestaltbare und indirekt gestaltbare Indikatoren. Dabei werden diese Indikatoren gezielt untersucht und präventiv beeinflusst, um die Wahrscheinlichkeit des Projekterfolgs zu erhöhen.
- gestaltbare Indikatoren:
  - beherrschte Komplexität
  - erkannter Bedarf
  - befähigtes Team
- teilweise gestaltbare Indikatoren:
  - erzielbarer Fortschritt
  - vertrauensvolle Kooperation
- indirekt gestaltbare Indikatoren:
  - stützender Rahmen
  - willige Empfänger